# فتح سفيتغراد
بدأ فتح سفيتغراد في 14 مايو 1448 عندما قام جيش عثماني، بقيادة السلطان مراد الثاني، بمحاصرة قلعة سفيتيغراد (المعروفة الآن باسم كوجاجيك بمقدونيا الشمالية  ). بعد الحملات العثمانية الفاشلة العديدة في ألبانيا ضد عصبة ليجه (كونفدرالية من إمارات ألبانية أنشئت في 1444 برئاسة إسكندر بك، قرر مراد الثاني توجيه الجيش تجاه ممتلكات إسكندر بك من أجل الاستيلاء على القلعة الألبانية الرئيسية في سفيتيغراد . تقع القلعة على طريق مهم بين مقدونيا وألبانيا، وبالتالي فإن احتلالها سيمنح العثمانيين سهولة الوصول إلى ألبانيا. كانت القوة التي أعدها مراد هي أكبر قوة هاجم بها العثمانيون إسكندر بك. خطط مراد للاستيلاء على القلعة والسير نحو الداخل الألباني والاستيلاء على قلعة كرويه الرئيسية، وبالتالي سحق الرابطة الألبانية. 
في الوقت نفسه، كان إسكندر بك في حالة حرب مع البندقية. إدراكا لحجم التحدي الذي يواجهه، حاول إسكندر بك التخفيف على الحامية من خلال الدخول في مناوشات مع الجيش العثماني. نجحت قواته في إلحاق خسائر فادحة بالقوات التركية من خلال هجمات على غرار حرب العصابات. بذلت جهود من قبل إسكندر بك لاستخدام قوات المخابرات، التي تعمل حتى داخل القسطنطينية، لجمع المعلومات عن خطط عمل السلطان مراد. في هذه الأثناء، بالقرب من شقودرة، تمكن من هزيمة قوة البندقية وتمكن من إضعاف الوجود البندقي في ألبانيا. على الرغم من هذه الجهود، استسلمت حامية سفيتغراد في 31 يوليو بسبب انقطاع إمدادات المياه. تم الإبقاء على من بالحامية وتمركزت قوة من الإنكشاريين العثمانيين داخل القلعة بديلاً عن حراسها. بعد ذلك بعامين قام مراد بمسيرة ضد كرويه، حيث تعرض لهزيمة ثقيلة.

## مقدمة
في عام 1444، قام الأمراء الرئيسيون للإمارات الألبانية، الذين كانوا حتى ذلك الوقت، بوحدات تابعة للإمبراطورية العثمانية ، وحدوا وشكلوا عصبة ليجه (كونفدرالية معادية للعثمانيين تحت قيادة إسكندر بك). نتيجة لذلك، سعت الإمبراطورية العثمانية إلى سحق العصبة وإعادة السيطرة على ألبانيا. اعتبارا من عام 1448، فشلت جميع البعثات العثمانية في ألبانيا واختار مراد الثاني قيادة القوة شخصيا في الأراضي الألبانية وتفتيت الرابطة. قرر السلطان الاستيلاء على قلعة سفيتغراد. خدمت هذه القلعة الغرض الاستراتيجي المتمثل في حماية الحدود الشرقية الألبانية، مع السماح للألبانيين أيضًا بشن هجماتهم على الأراضي العثمانية. في أواخر عام 1447، بدأت الحرب بين البندقية والعصبة، لكنها لم تتصاعد بعد إلى صراع واسع النطاق. كان إسكندر بك قد أعلن الحرب على البندقية نتيجة الجمود الدبلوماسي. هذا الأمر جعل جبهته مفتوحة للغزو من ناحية الشرق. 
أبلغت مجموعات المخابرات الألبانية إسكندر بك- القائد الرئيسي للثورة - أن جيشًا عثمانيًا كبيرًا كان يستعد للمسيرة إلى ألبانيا، وقد أبلغ البعض أن عددهم يصل إلى 170،000. هذا الجيش، على الأرجح ، لم يحتوي على أكثر من 80،000 جندي.  ومع ذلك، سار مراد جيشه في المنستير. دعا إسكندر بك على وجه السرعة للحصول على المساعدات المادية من جمهورية البندقية. غير أن الجواب كان سلبيا. وبدلاً من ذلك، جاءت المساعدات الوحيدة التي وردت من النابوليين والراغوزين. ومع ذلك، سرعان ما سار مراد في وادي أوخريد ودرين الأسود، وسافر بالقرب من سفيتغراد. رداً على ذلك عزز إسكندر بك حاميات كرويه  وستيلوشي وسفتغراد وبيرات من خلال إصدار أمر للسكان حول هذه القلعة بحمل السلاح.
قبل بدء الحصار العثماني بفترة قصيرة، وضع إسكندر بك نفسه مع 4000 من سلاح الفرسان على بعد 7 ميل (11 كـم) من المعسكر التركي. وشملت القوة أيضا 8000 جندي آخرين.  أمر إسكندر بك بعدم إشعال النار في المخيمات من أجل الحفاظ على سرية موقعه. وقد أُمر موسى أريانيط جوليمي و موزاكا من أنجلينا، مع ثلاثين من الفرسان، باللباس كفلاحين ودخول القلعة.  تم اكتشاف المؤامرة، ومع ذلك، تعرضت المجموعة لهجوم، ولكن تم طرد المهاجمين. عند عودته إلى المعسكر العثماني الرئيسي، رأى أحد قادة الباشا أن هذا كان أحد مؤامرات إسكندر بك وأرسل 4000 فرسان لمعرفة مكان سكن إسكندر بك باتباع فرقة موسي. قاد موسي القوة العثمانية في واد ، وإسكندر بك - الذي كان مستعدًا لمثل هذه المغامرة - أحاط الوادي بقواته. عندما كانت القوة العثمانية ضمن نطاقهم، قام الألبان بنصب الكمين وتم القضاء على القوة العثمانية. حدث هذا في 14 مايو 1448 ، وبعد ذلك أمر مراد بالحصار.

## حصار

### وصول العثمانيين
احتوت قوة مراد على حوالي 80،000 رجل ومدفعين، والتي يمكنها إطلاق 200 رطل (91 كـغ) كرات. احتوى جيشه على فيلق جديد من الإنكشارية، و 3000 من المدينين والعبيد يقاتلون لاستعادة حريتهم. أقنع كونت غوريكا إسكندر بك بتطبيق إستراتيجية الأرض المحروقة، من خلال تدمير جميع الإمدادات التي قد يستخدمها الجيش العثماني. تجمعت القوة العثمانية حول القلعة وعرضت 300000 أسفار (العملة التركية) لأولئك الذين سيفتحون البوابة ويسمحون للجيش العثماني بدخول الحصن دون قتال. لقد دخل المقاتلون الذين يعتزمون هذه العروض إلى القلعة في الليل، وأعطاهم قادة الحامية مأدبة عشاء رائعة، حتى يكون لديهم انطباع بأن العدو كان مستعدًا جيدًا لحصار مطول. بعد العشاء، تم رفض عروضهم وأعيدوا إلى السلطان. أقلق حجم الجيش العثماني إسكندر بك بسبب الآثار التي يمكنها أن تأثر على معنويات جنوده وعلى السكان المحليين الذين دعموا الأمراء. انتقل إسكندر بك من قرية إلى أخرى، متنكرا في زي جندي، وتذرع روح القتال لدى السكان. نتيجة لهذا النشاط، وافق زعماء القبائل المحليين على قتال العثمانيين وأقنعوا إسكندر بك بوضع خططه بالتنسيق مع خططهم.

### هجمات حرب العصابات الألبانية
لرفع الحصار والتخفيف عن حامية سفيتغراد، قام إسكندر بك باستمرار بمضايقة الجيش العثماني. العديد من هذه الهجمات كانت كمائن مفاجئة للقوات العثمانية المعزولة. على أمل التهرب من الدوريات العثمانية، انتقل إسكندر بك نحو المعسكر العثماني. في 22 يونيو، قاد إسكندر بك هجومًا ليليًا على المعسكر العثماني الذي خيب أمل الجنود العثمانيين الذين كانوا يتوقعون حملة هادئة. بعد فترة وجيزة، عندما كان المحاصرون يأخذون قيلولة بعد الظهر، أرسل إسكندر بك موسى مع بعض الرجال، ويرتدون زي الفلاحين مرة أخرى، داخل المعسكر العثماني للاستطلاع حول الهجوم المستقبلي. تحدث إسكندر بك مع قواته، وشجعهم على عدم أخذ الغنائم من المخيم لأن هذا قد يمنح القوات العثمانية وقتًا للرد وشن هجوم مضاد. في تلك الليلة، شن الألبان هجومهم، ولكن ضجيج الدروع وصهيل الخيول حالت دون إحداث مفاجأة كاملة. قد أصيب محيط المخيم بالربكة، لكن الجزء الأكبر من القوات التركية تجمعوا ونظموا أنفسهم، مما دفع الألبان إلى الخروج من المعسكر ولكن ليس قبل تعرضهم لخسائر فادحة. لمنع وقوع المزيد من الهجمات من هذا النوع، فصل مراد فرقة من القوات تحت قيادة فيروز باشا لمشاهدة الألبان، لكن الفرقة كانت عرضة لفرار بعض الجنود ودُمرت بالكامل بالإضافة لنهب قطار الأمتعة. وقد حدث اختراق في جدران سفيتغراد، ولكن تم صد هجوم المشاة التالي. بدأ الألبان يأملون في أن يعود السلطان الآن إلى أدرنة.

### مأزق
وصل القتال إلى طريق مسدود، وفكر مراد في خطوته التالية. تم نصحه بنهب الريف، ولكن تم حرق الحقول المحيطة به بالفعل من قبل إسكندر بك. قرر السلطان وقف مطاردة جثث الرجال في الغابات لمنع وقوع المزيد من الضحايا. الأمير محمد، ابن السلطان مراد، اقترح ترك سفيتغراد ليضرب كرويه. رفض مراد هذا بشدة، موضحًا أن الإمدادات اللازمة للاستيلاء على سفيتغراد كانت ستضيع وأن كرويه كان سيتم الدفاع عنها بقوة أكبر من سفيتغراد. وهكذا قرر السلطان البقاء في سفيتغراد في محاولة لتجويع الحامية حتى تخضع. وفي الوقت نفسه، قامت الحامية تحت قيادة بيتر بيرلاتي بعدة طلعات جوية ناجحة ضد العثمانيين، من أجل تخفيف الحصار وتعزيز معنويات جنوده.  

### استسلام القلعة
أثناء حملته ضد قوات البندقية، تمكن إسكندر بك من إلحاق هزيمة خطيرة في 23 يوليو 1448، مما أضعف بشدة قوة البندقية في ألبانيا. ومع ذلك، استمر حصار سفيتغراد، وكتبت مارين بارليتي أن العثمانيين رشوا جنديًا لرمي كلب ميت في بئر القلعة، مما أجبر الحامية على رفض الشرب منه. ومع ذلك، فمن المرجح أن العثمانيين قطعوا إمدادات المياه وحثوا الحامية على الاستسلام. بالنظر إلى الظروف، وعد بيرلاتي بالاستسلام إذا سمح للحامية بالمرور الآمن عبر الخطوط العثمانية. فقرر السلطان مراد إرسال قوة الحامية (حراس القلعة) إلى إسكندر بك. في 31 يوليو 1448 استسلمت حامية سفيتغراد.

## بعد
بمجرد الاستيلاء على القلعة، وضع مراد حاميته الإنكشارية الخاصة  وأمر رجاله بإصلاح الجدران. جاء بيرلاتي وجنوده إلى إسكندر بك متسولين للرحمة. عفا إسكندر بك عن جنوده عن استسلامهم وشكرهم على الصمود طالما فعلوا. واصل إسكندر بك تعقب الجيش العثماني بينما كان عائدا إلى الوطن على أمل تعريضهم لبعض الأضرار الجسيمة، لكن قواته لم تكن قوية بما يكفي للمخاطرة باستفزازهم. في شهر أكتوبر من نفس العام، تمكن مراد من إلحاق هزيمة خطيرة بقوات يوحنا هونياد في معركة كوسوفو الثانية. كان إسكندر بك يخطط للانضمام لمساندة جيش هونياد مع 20 ألف رجل، لكنه لم يكن قادراً على الوصول إلى هناك في الوقت المناسب بسبب إغلاق جورج برانكوفيتش الطرق المؤدية إلى قوصوه.
سمح فقدان سفيتغراد للعثمانيين بالوصول بسهولة إلى ألبانيا من الشمال الشرقي. يمكنهم الآن إطلاق ثلاث عمليات غزو منسقة من الجنوب والجنوب الشرقي والشمال الشرقي إلى ألبانيا. بعد أسابيع قليلة من الحصار، قاد مصطفى باشا 15000 رجل إلى ألبانيا، بناءً على طلب منافسي اسكندر بك في البندقية، ليهزموا بشدة مع أسر مصطفى. حاول اسكندر بك لاستعادة سفيتيغراد في العام المقبل، لكنه لم يكن لديه المدفعية المناسبة للقيام بذلك.  أحاط بالقلعة، لكنه أدرك أن موقفه كان ميئوسا منه ورفع الحصار.  في أوائل عام 1450، كان الأتراك سيأخذون بيرات عبر حيلة ليلية وفي وقت لاحق من نفس العام كان مراد يحاصر كرويه. 